# Bränntjärnarna, Ångermanland
Bränntjärnarna är en sjö i Sollefteå kommun i Ångermanland och ingår i Ångermanälvens huvudavrinningsområde.